# デセチュオ島
デセチュオ島（デセチュオとう、Isla Desecheo Island）とはカリブ海にあるアメリカ領プエルトリコの島。
プエルトリコ島とイスパニョーラ島の間のモナ海峡にあり、プエルトリコ本島の西海岸から約19Km沖合いに位置する。面積1.5km2の険しい岩礁の小島で、最高地点は206m、植物では一面サボテンが覆っている。島は無人島で、アカアシカツオドリやトカゲが生息している。また海には色々な魚も生息している。1983年に近くのモニート島とモナ島と共に自然保護区（デセチュオ国立野生生物保護区）に指定された。
島は1492年クリストファー・コロンブスにより発見されるが、デセチュオと言う名を示したのは1517年のヌニェス・アルバレス・デ・アラゴン（Nunez Alvarez de Aragonn）である。